# Švýcarsko na Zimních olympijských hrách 2002
Švýcarsko se účastnilo Zimní olympiády 2002. Zastupovalo ho 110 sportovců (80 mužů a 30 žen) v 13 sportech.

## Medailisté
| Medaile | Jméno                                                                              | Sport           | Soutěž                     |
| ------- | ---------------------------------------------------------------------------------- | --------------- | -------------------------- |
| Zlato   | Simon Ammann                                                                       | Skoky na lyžích | Muži střední můstek (K90)  |
| Zlato   | Simon Ammann                                                                       | Skoky na lyžích | Muži velký můstek (K120)   |
| Zlato   | Philipp Schoch                                                                     | Snowboarding    | Muži paralelní obří slalom |
| Stříbro | Christian Reich Steve Anderhub                                                     | Boby            | Dvojbob                    |
| Stříbro | Luzia Ebnöther Mirjam Ott Tanya Frei Laurence Bidaud Nadia Röthlisberger           | Curling         | Družstvo žen               |
| Bronz   | Sonja Nefová                                                                       | Alpské lyžování | Ženy obří slalom           |
| Bronz   | Martin Annen Beat Hefti                                                            | Boby            | Dvojbob                    |
| Bronz   | Andrea Huber Laurence Rochat Brigitte Albrecht-Loretan Natascia Leonardi Cortesi   | Běh na lyžích   | Ženy štafeta 4 x 5 km      |
| Bronz   | Andreas Schwaller Christof Schwaller Markus Eggler Damian Grichting Marco Ramstein | Curling         | Družstvo mužů              |
| Bronz   | Gregor Stähli                                                                      | Skeleton        | Muži jednotlivci           |
| Bronz   | Fabienne Reutelerová                                                               | Snowboarding    | Ženy U-rampa               |